# Титмар I (маркграф Мейсена)
Титмар I (III) (нем. Thietmar I (III); умер между 10 мая и 14 июля 978, по другой версии после 3 августа 979) — граф Швабенгау, Нордтюринггау и Серимунта с 951, маркграф Мейсена и Мерзебурга с 976, старший сын Кристиана II, маркграфа Восточной Саксонской марки, и Хидды, дочери Титмара, графа в Северной Тюрингии.

## Биография
Отец Титмара был знатным дворянином и обладал крупными феодами. Возможно, Титмар уже владел Швабенгау с 944 года, однако достоверно известно, что он был графом Швабенгау, Нордтюринггау и Серимунта в 951 году, после смерти его отца. В этом году император Оттон I Великий подтвердил пожертвования своего сына Людольфа в церковь Магдебурга. Впоследствии титул графа Швабенгау перешел к маркграфу Рикдагу II, который, возможно, происходил из дома Веттинов, а остальные владения через год после смерти Титмара — его сыну, Геро II. Титмар был племянником по матери Геро I Железного, маркграфа Восточной Саксонской марки. После смерти своего дяди в 965 году, он получил власть в значительной части огромной марки Геро, в частности, в Хардагау (на месте Хальберштадта), Швабенгау, северной части Нордтюринггау, Хассегау и Серимунте. В Саксонской Восточной марке, южной части Нордтюринггау и других смежных землях правителем был брат Титмара Одо I.
Однако маркграфство Мейсен Титмар мог и не унаследовать. Возможно, первым маркграфом в Мейсене был саксонский дворянин Вигберт, так как в документе от 968 года назван именно он. К 976 году Вигберт, вероятно, скончался, и Титмар стал маркграфом Мейсена.
29 августа 970 года Титмар и его брат, архиепископ Кёльна Геро, основали монастырь Транкмасфельд. 25 декабря 971 года папа римский Иоанн XIII дал согласие на существование монастыря. В 975 году монастырь был переведен в Нинбург на реке Зале. Впоследствии братья нередко приносили пожертвования в монастырь.
В 976 году маркграф Мерзебурга Гунтер совместно с герцогом Баварии Генрихом II поднял восстание против императора Оттона II. Оттон конфисковал Мерзебург и передал его в управление Титмару, который правил маркграфством до своей смерти, а Гунтер и его сын Экхард I были изгнаны. Вернувшись из изгнания, Гунтер примирился с императором, а тот вернул ему Мерзебург в 979 году. Титул маркграфа Мейсена оставался два года вакантным, пока Гунтер в 981 году не получил его.
Титмар был похоронен в монастыре Нинбург.

## Брак и дети
Жена: Сванхильда Саксонская (945/950—26 ноября 1014), дочь Германа Биллунга, герцога Саксонии. Повторно до 1000 года вышла замуж за Экхарда I, маркграфа Мейсена, сына Гунтера Мерзебургского. Дети:
- Геро II (970/975—1 сентября 1015), граф Серимунта с 978/979, граф Хассегау с 992, маркграф Восточной Саксонской марки, маркграф Нидерлаузица с 993 и граф Швабенгау с 1010